# Martine Tanghe
Martine Tanghe (Bellem, 23 de noviembre de 1955-Lubbeek, 23 de julio de 2023) fue una periodista y presentadora belga.

## Biografía
Estudió periodismo en Universidad KU Leuven. Trabajo en la cadena VRT. Fue galardonada como Comendadora de la Orden de la Corona de Bélgica en 2023.

## Vida privada
Tanghe contrajo matrimonio con el periodista de VRT Jos Van Hemelrijck, quien falleció en 2019. Tuvo dos hijos y una hija. El 23 de julio de 2023 a los 67 años, falleció, a causa de los efectos del cáncer de mama en su casa en Lubbeek.

## Premios
- 1995, recibió el premio Lingüístico Groenman de la Fundación LOUT holandesa.
- 2020, Gran Premio Jan Wauters.
- 2023, Orden de la Corona de Bélgica